# 刘盆子
刘盆子（10年—？），汉高祖刘邦之孙城阳景王刘章之后。曾祖父为城阳荒王刘顺，祖父式侯刘宪，父式侯刘萌，王莽篡位后，西汉灭亡，成為式地的平民，後曾被赤眉軍立為皇帝，在劉秀建立东汉後，封劉盆子為趙王劉良的郎中。

## 生平

### 早期
新莽天凤四年（17年），赤眉、绿林起义爆发，赤眉军途徑式縣時，刘盆子及其兄刘恭、刘茂被其掳略至军中。更始帝劉玄立，赤眉军亦隨绿林军奉更始帝为帝，刘盆子之兄刘恭進入长安後，因為其了解一點《尚书》的內容，更始帝再次封他为式侯，並且擔任侍中。而刘盆子及其兄刘茂则留在赤眉军中放牛。

### 傀儡時期
更始初年，樊崇等聽說汉朝復辟，於是向更始帝投降，率二十余人來到洛阳。然而更始帝安抚不力，赤眉军发生骚動。樊崇等逃回赤眉军中，分其军为两部，开始進攻更始帝。更始二年冬，赤眉軍已攻至弘农郡。
虽然连胜更始帝部队，但是赤眉军内部非常悲观。由於赤眉军多为信奉巫術的齐人，故求軍中巫師來通靈占卜前途如何，巫師說神示稱他们人心涣散、敗相已出，並指稱漢初的城陽景王刘章發怒認為：「我家的子弟應該當縣官（天子），怎麼當盜賊呢？」當時有許多人嘲笑巫師是神棍，但那些人隨即生了重病。刘章是西汉中期至汉末为齐地人士廣泛信仰之境主神，直至東漢末曹操除淫祀，其信仰才稍稍断绝。于是赤眉军于营中寻刘章后裔，得七十余人，唯刘茂、刘盆子兄弟及前西安侯刘孝与刘章的嫡系血缘最近，當時刘盆子還有一個兄長劉恭仍在更始帝朝廷中。后赤眉军采用抽签方式（象徵由劉章來選擇）選出皇帝。刘茂与刘孝抽到空白的籤。刘盆子抽到寫著「上將軍」的籤，被立为帝，年号建世，刘盆子虽立為帝，實為傀儡，仍与其他牧童遊玩。
赤眉军诸将以樊崇最尊，但樊崇不識字、也不會算術，文化程度太低。徐宣曾为县吏，學過《易經》，被诸将推舉为相國，接下來諸將自行授印封官，以樊崇为御史大夫，逄安为左大司马，谢禄为右大司马，杨音以下为列卿。赤眉军进至高陵，与更始叛将张卬等联合，攻下长安。不久更始帝向赤眉军投降。在这之前的六月，汉光武帝刘秀已于河北称帝，改更始三年为建武元年。
刘盆子住在长乐宫，诸将日日争功，高歌欢呼；喝醉時拔剑击柱，不能和諧。三辅郡县输入京师物资，辄为兵士剽掠。腊月，宫中举行宴会，结果席间大乱，席上酒肉被冲进来的军士哄抢而光。多人互鬥受伤。卫尉诸葛释闻讯后，率军前来维持秩序，格杀百余人后方才镇压下去。刘盆子对此十分惶恐，不敢独居。时掖庭仍有宫女数百千人，自更始败亡后皆闭门不出，在宫内掘食草根、池鱼，许多人因此饿死。后宫女們见刘盆子，对其言饥，刘盆子怜之，每人赐米数斗。刘盆子离去之後，宫女們紛紛饿死。
时刘盆子之兄式侯劉恭亦在朝中，见赤眉內乱，知其必不长久，为求自保，密教刘盆子密封玺绶，學習辞让之礼，但赤眉诸将拒绝刘盆子退位。赤眉军缺少糧食，于是在长安周边大肆劫掠。刘秀大将邓禹攻赤眉，亦被赤眉軍擊敗。后赤眉军与延岑大战，死者万人。延岑战败，其部将李宝投降。后李宝为内应，延岑再次挑战，与赤眉军大战，李宝趁机拔去赤眉军旗帜，赤眉军以为已败，於是逃亡，死者十余万。时三辅地区发生饥荒，赤眉军无物可掠，于是帶兵东归。

### 歸順東漢
赤眉军东归，刘秀遣兵于其必经之地将其包围，赤眉军士众涣散，已无战斗力，只好向刘秀投降。刘秀同情刘盆子，給予其賞賜甚厚。公元29年之后，刘秀任命刘盆子为刘秀叔父赵王刘良的郎中。后来刘盆子因病双目失明，刘秀又下令用荥阳的官田租税来奉养刘盆子终身。

## 陵墓
刘盆子墓在河北省深泽县西北留村，1970年前，古垄尚存，现墓迹已废。

## 影視形象
- 2000年电视剧《光武帝刘秀》：丁阳饰刘盆子。

## 评价
范晔所著的《后汉书》中评价道：
|  | 圣公靡闻，假我风云，始顺归历，终然崩分。赤眉阻乱，盆子探符。虽盗皇器，乃食均输。 |

## 刘盆子世系
| 刘盆子 西汉城阳王世系西汉齐悼惠王世系的分支出生于：10年 | 刘盆子 西汉城阳王世系西汉齐悼惠王世系的分支出生于：10年 | 刘盆子 西汉城阳王世系西汉齐悼惠王世系的分支出生于：10年 |
| 統治者頭銜                                              | 統治者頭銜                                              | 統治者頭銜                                              |
| ------------------------------------------------------- | ------------------------------------------------------- | ------------------------------------------------------- |
| 赤眉军拥立                                              | — 名义上的 — 漢朝皇帝 25年－27年                        | 败于漢光武帝劉秀                                        |

## 延伸阅读
[在维基数据编辑]
 《後漢書/卷11》，出自范晔《後漢書》
 《東觀漢記》